# Phalota collaris
Phalota collaris là một loài bọ cánh cứng trong họ Cerambycidae.